# Хейде, Густаво
Густаво Хейде (порт.-браз. Gustavo Heide, род. 28 февраля 2002) — бразильский профессиональный теннисист. Чемпион Панамериканских игр (2023).

## Спортивная карьера
Густаво Хейде вышел в свой первый финал челленджера в одиночном разряде на Открытом чемпионате Боготы в 2023 году, но снялся перед матчем, отдав без борьбы титул Тьяго Агустину Тиранте.
На Панамериканских играх 2023 года Хейде в одиночном разряде, несмотря на то, что был всего лишь 252-м в мире, дошёл до полуфинала, где встретился с первым сеяным турнира Факундо Диасом Акостой, в упорном матче уступил на тай-брейке третьего сета. В матче за бронзовую медаль, против соотечественника Тьяго Монтейро, он также проиграл на тай-брейке в последнем сете. В парном разряде Хейде, вместе с Марсело Демолинером, одолел чилийских противников и завоевал золотую медаль.
В конце 2023 года, турнире «Челленджер» в Монтевидео, Хейде дошел до полуфинала, снова проиграв Диасу Акосте.
В феврале 2024 года бразилец принял участие в матче Кубка Дэвиса между сборными Бразилии и Швеции.
На турнире ATP 500 в Рио-де-Жанейро он получил wildcard и в первом раунде встретился с чилийцем Томасом Барриосом Вера, которому проиграл.
В марте 2024 года Хейде дошел до полуфинала «Челленджера» в Сантьяго, а вскоре после этого, на «челленджере» в Асунсьоне он вышел в финал, победив 95-ю ракетку мира и первого сеяного Хуана Пабло Варильяса. В финальном матче одолел юного соотечественника Жуана Фонсеку.
В мае 2024 года, на Открытом чемпионате Франции по теннису, Густаво Хейде победил в квалификации, обыграв по ходу Лукаса Кляйна, Бу Юньчаокэтэ, Маттео Гиганте и получил право сыграть в основной сетке турнира. В первом раунде в упорном поединке проиграл аргентинцу Себастьяну Баэсу.

## Рейтинг на конец года
| Год  | Одиночный рейтинг | Парный рейтинг |
| 2023 | 247               | 244            |
| 2022 | 413               | 498            |
| 2021 | 477               | 376            |
| 2020 | 1801              | 0              |
| 2019 | 1755              | 0              |

## Выступления на турнирах

### Финалы турнировATPв одиночном разряде (0)

#### Победы (0)
| Легенда                     |
| --------------------------- |
| Турниры Большого шлема (0)* |
| Итоговый турнир ATP (0)     |
| ATP Мастерс 1000 (0)        |
| АТР 500 (0)                 |
| АТР 250 (0)                 |

| Титулы по покрытиям | Титулы по месту проведения матчей турнира |
| ------------------- | ----------------------------------------- |
| Хард (0)            | Зал (0)                                   |
| Грунт (0)           | Зал (0)                                   |
| Трава (0)           | Открытый воздух (0)                       |
| Ковёр (0)           | Открытый воздух (0)                       |

* количество побед в одиночном разряде.